# Хайдаров, Карим Хайдарович
Карим Хайдарович Хайдаров (9 мая 1934 — 6 июля 2021) — учёный в области фармакологии, академик Академии наук Республики Таджикистан.

## Биография
Родился 9 мая 1934 года в кишлаке Ходжа-Байкул Орджоникидзеабадского района (ныне район Вахдат) Таджикской ССР.
Окончил Душанбинское медицинское училище (1953) и Таджикский государственный медицинский институт (1959). Работал главным врачом Нурекской участковой больницы.
В 1960—1963 гг. учился в аспирантуре Института краевой медицины АН Таджикской ССР. В 1964 г. защитил кандидатскую диссертацию на тему «Сравнительное фармакологическое изучение триакантина и папаверина».
С 1963 г. работал в лаборатории органического синтеза Института химии им. В. И. Никитина: младший, старший научный сотрудник, руководитель группы.
С 1968 г. до кончины — зав. лабораторией фармакологии Института химии им. В. И. Никитина.
Совместно с членом-корреспондентом АН Республики Таджикистан Е. М. Глазуновой создал новый противоэпилептический препарат — карбатин, превосходящий по своим антиконвульсантным свойствам другие препараты.
Также разработал коронарорасширяющий препарат триакантин и новый ранозаживляющий препарат «нотурон».
В 1992—1995 первый председатель Фармакологического комитета Республики Таджикистан.
Академик АН Республики Таджикистан (09.07.1997). Лауреат премии Совета Министров Таджикистана. Заслуженный изобретатель Республики Таджикистан. Изобретатель СССР.
Умер от болезни Covid-19 в больнице города Душанбе и был похоронен возле своего брата Эсанналиева Акрама и своей мамы в родном городе Орджоникидзеабадского района (Вахдат).
Публикации:
- Лечебные растения Таджикистана / К. Х. Хайдаров. — Душанбе : Ирфон, 1988. — 86 с. : ил.; 20 см.
- Полимеры в медицине / К. Х. Хайдаров, И. Я. Калонтаров ; О-во «Знание» ТаджССР. — Душанбе : О-во «Знание» ТаджССР, 1975. — 27 с.; 20 см.
- Химия и биологическая активность производных 1,3,4-тиадиазоло[3,2-а]пиримидина / М. А. Куканиев, Т. М. Салимов, К. Х. Хайдаров ; Акад. наук респ. Таджикистан, Ин-т химии им. В. И. Никитина. — М. : Компания Спутник+, 2004. — 156 с. : ил.; 21 см; ISBN 5-93406-779-6 (в обл.)